# Epthianure à front blanc
Epthianura albifrons
Espèce
Synonymes
- Acanthiza albifrons Jardine & Selby, 1828[1]
- Cinura torquata Brehm, 1845[1]
- Ephthianura albifrons[1]
- Epthianura albifrons tasmanica Mathews, 1912[1]
- Epthianura albifrons westralensis Mathews, 1912[1]
- Fluvicola leucocephala Lesson, 1844[1]

Statut de conservation UICN

 LC  : Préoccupation mineure
L’Epthianure à front blanc (Epthianura albifrons) est une espèce de passereaux de la famille des Meliphagidae. Il est endémique en Australie.